# Saison 2009-2010 du Football Club de Grenoble rugby
Cette page présente le récit de la saison 2009-2010 du Football club de Grenoble rugby. Au cours de celle-ci, le club finit en 6e position de la phase régulière, ratant les demi-finales alors qu'il compte autant de points au classement que la Section paloise (règle des points terrain). De façon symbolique, le FC Grenoble perd sa place qualificative de 5e lors de la 29e et dernière journée de championnat.
Plus généralement, la Pro D2 2009-10 voit être sacré le SU Agen qui rejoint le Top 14 2010-11 en compagnie du Stade rochelais, vainqueur des playoffs d'accession.

## L'intersaison

### L'encadrement
À l'issue d'une saison 2008-2009 décevante sur le plan sportif, le club maintient Sylvain Bégon et Franck Corrihons dans leur fonction d'entraîneur. Tout en conservant la majeure partie du staff, le FCG enregistre dès le mois d'avril l'arrivée de Fabrice Landreau au poste de directeur sportif dans le but de dynamiser l'effectif et donner corps aux ambitions déçues de l'exercice précédent, à savoir la participation aux demi-finales de Pro D2. On se souvient qu'il avait porté les couleurs rouges et bleues de 1992 à 1997, avant de rejoindre -notamment- le Stade français. Démis de ses fonctions d'entraîneur des avants parisiens et incertain sur son avenir, il répond favorablement à la proposition des dirigeants alpins: « À Grenoble, je vais pouvoir continuer à entraîner, tout en ayant la charge du développement du club. Ce rôle de directeur sportif m’a séduit. ». L'arrivée de Landreau s'inscrit dans une logique de professionnalisation accrue du FCG. Selon les termes du président Chérèque: "On voulait se professionnaliser, franchir un palier. L'arrivée d'un directeur sportif, chargé de chapeauter toute la politique sportive du club, des équipes de jeunes aux professionnels, s'inscrit dans ce cadre.". En plus de deux préparateurs physiques (Patrick Chassaing et Régis Lantheaume), d'un kiné (Cédric Fourrier) ainsi qu'un technicien vidéo (Cyril Villain), l'encadrement comporte à partir de cette année un diététicien (Romain Giroud, un ancien joueur de football professionnel).

### Transferts

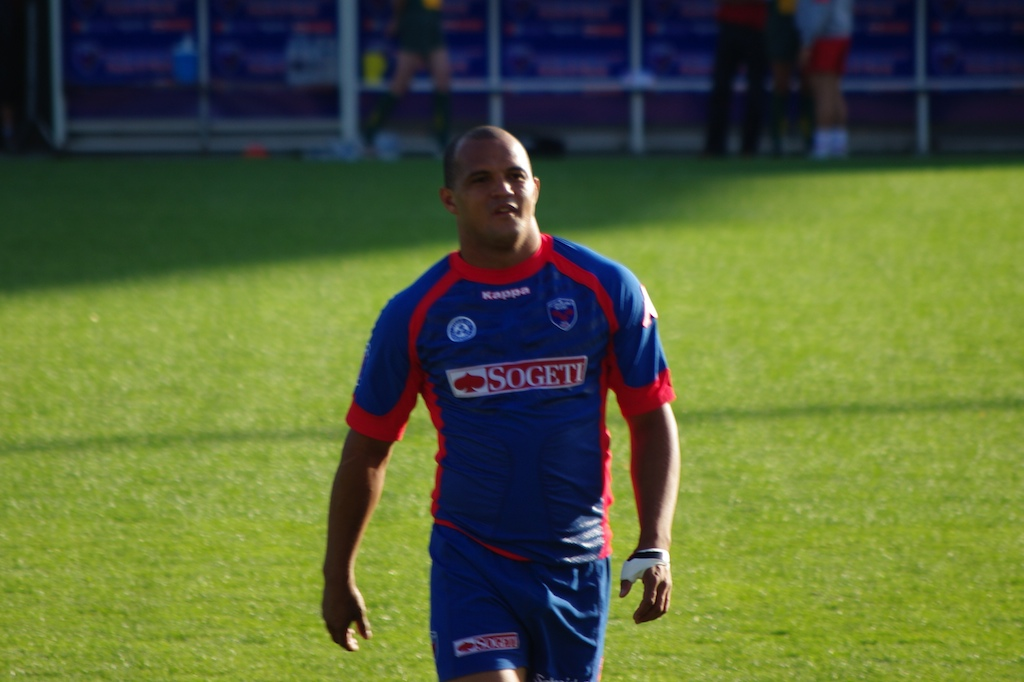
Wylie Human, l'une des recrues de la saison.

Du côté des transferts, l'actualité a été riche au début de l'été. Au total, le FCG enregistre 15 départs pour 11 arrivées. Si l'on compte également les montées en pro de plusieurs espoirs, c'est un véritable bouleversement qu'a subi l'effectif grenoblois. Arrivé fin octobre 2009 en qualité de joker médical pour pallier les absences de longue durée en première ligne (Richard Choirat et Romain David notamment), le pilier James Lakepa signe le 12 février 2010 un contrat qui le lie avec le FCG jusqu'à la fin de la saison 2010-2011.

### Le groupe

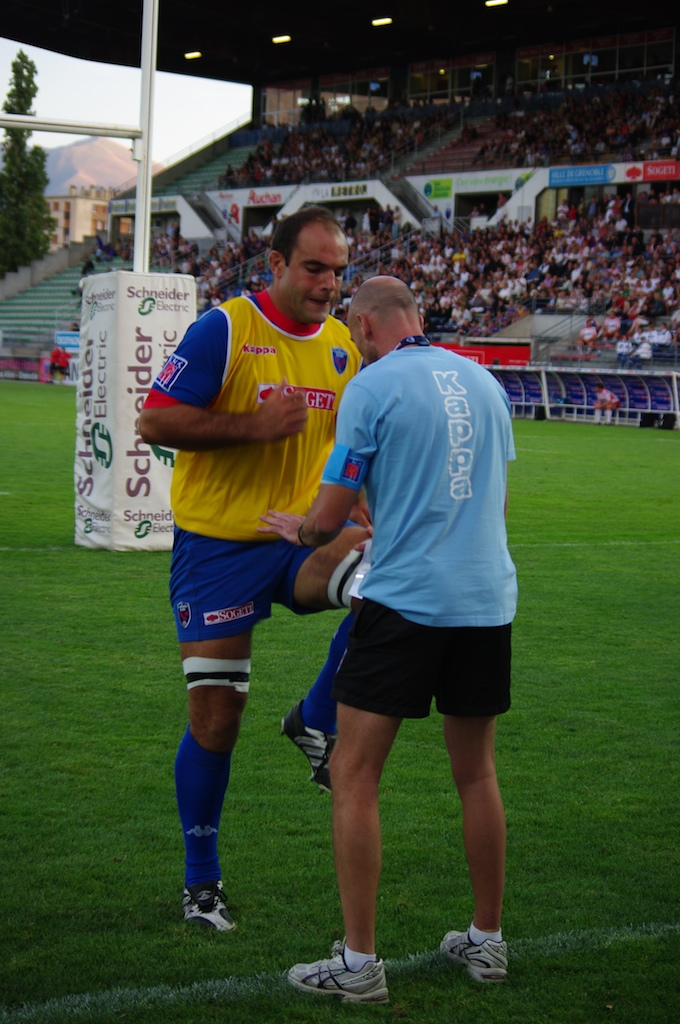
Le 3e ligne Olivier Chaplain -en provenance de l'AS Béziers- à l'échauffement.

| Talonneurs - Thomas Bianchin Cf - Julien Campo - Guillaume Meynard Piliers - Richard Choirat - Romain David - Grégory Fabro Cf - James Lakepa Jo - / Kenan Mutapcic Tr - Benjamin Perrier Cf - Otto Reynold Rasch - Troy Takiari Tr Deuxièmes ligne - Claude Dry - / Andrew Farley Tr - Andy Newman - Régis Sigoire - Cyril Veyret Cf | Troisièmes ligne - Roland Bernard Tr - Jonathan Best - Olivier Chaplain Tr - Pierre Laurent - Flavien Nouhaillaguet Cf - Gwendal Ollivier - Baptiste Rey-Gorrez Cf - Kietaka Talasinga Demis de mêlée - Sam Cordingley - Jonathan Pelissié Tr - Pierre Rochette Demis d'ouverture - Danie de Beer - Pierre-Alexandre Dut - Jonathan Quinnez Cf - Damien Vidal Tr | Ailiers - Jone Daunivucu - Lucas Dupont Cf - Wylie Human Tr - Clément Imbert Tr - Benjamin Terchi Centres - Pierre Aguillon Tr - William Helu Tr - Denis Lison - Benoît Lotito Cf - Marvin O'Connor Cf Arrières - Hugo Dupont Cf - Fabien Gengenbacher |

Cf Néo-pro ou joueur du centre de formation grenoblois, 

Jo  Joker médical (à partir du 26/10/2009), 

Tr Joueur transféré ou prêté

## Phase de préparation
La saison est placée sous le signe du renouveau. Ainsi, même les méthodes d'entraînement changent, dixit Franck Corrihons: « Depuis début juillet, pendant 4 semaines on a travaillé le physique sans ballon. On n'avait jamais procédé comme cela auparavant. ». Pour accompagner la fin de sa préparation, le FCG a ensuite disputé trois matchs amicaux.
Pour apprécier ces résultats, il faut tenir compte de deux facteurs :
- Le Stade français n'a pas présenté une équipe "type" en raison de la trêve imposée à bon nombre de ses internationaux, ce qui autorise à relativiser le score final.
- La seconde confrontation, contre le LOU, a été jouée sans que le FCG ne tente ses pénalités, ce que firent par contre leurs adversaires.

La campagne se solde donc par trois défaites de rang, pouvant apparaître comme préoccupantes, mais offrant également de belles perspectives en termes d'intentions de jeu. La relative "richesse" du nouvel effectif rouge et bleu, couplée à l'ambition qui transparait du discours des dirigeants, semble alors porteuse de promesses pour la nouvelle saison qui s'ouvre.

## La saison de Pro D2

### La passe de quatre

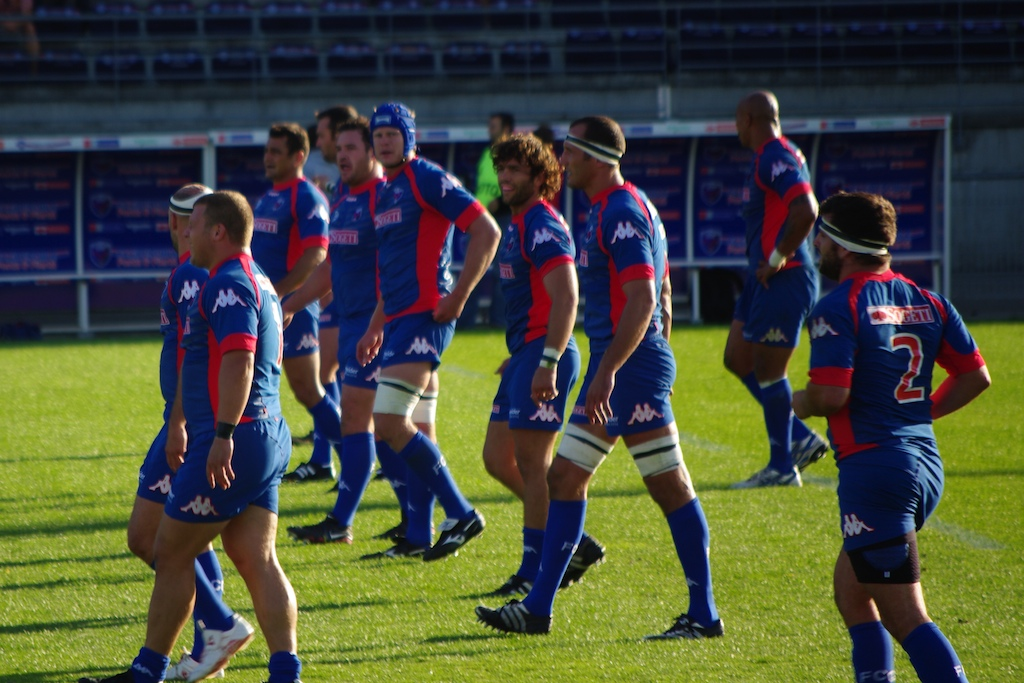
Vue de l'équipe lors de la réception de Lannemezan

Pour sa première sortie de la saison, le FCG est opposé à domicile au champion de Fédérale 1 fraîchement promu, le Cercle amical lannemezanais. Au rang des nouveautés, on notera que Sam Cordingley a été promu capitaine. Devant un public impatient car sevré de beau jeu depuis de longs mois, les grenoblois livrent une prestation sérieuse où la parole est largement donnée à l'offensive. Les trois-quarts ont semblé bien en jambes en cette reprise (superbe match de la charnière Cordingley - de Beer, de la paire de centres Lison - Aguillon et de l'arrière Gengenbacher) quand les avants, pourtant très combatifs et dominateurs en mêlée, se sont parfois montrés un peu brouillons sur les rucks et quelques touches. Dans l'ensemble, on retiendra les intentions portées vers l'attaque et surtout l'ultra domination des rouges et bleus. Quelques imprécisions ont empêché le score de prendre plus d'ampleur, mais le FCG commence idéalement cet exercice avec un 39-10 bonifié. À noter qu'à l'issue de cette première journée, Grenoble se retrouve à une anecdotique, mais toujours encourageante, première place.
Après une entame enthousiasmante mais peu significative face à un promu, le FCG doit réaliser le grand écart lors de la deuxième journée puisqu'il se déplace chez un ancien pensionnaire du Top 14, le Stade montois. À cause des quelques "petits bobos" occasionnés par le premier match (Aguillon touché à la cuisse par exemple), mais également pour poursuivre sa revue d'effectif, 6 changements sont effectués dans le groupe. Ce roulement donne l'occasion à Thomas Bianchin et Cyril Veyret d'étrenner leurs premiers galons de titulaire en Pro D2. Bien que le score n'ait pas pu prendre une ampleur démesurée à cause de quelques fautes de mains et d'une faible réussite au pied (15 à 20 points sont laissés en cours de route par les rouges et bleus), le FCG domine en termes d'occupation du terrain et ramène une victoire méritée et très importante de la préfecture des Landes. Grenoble s'est même montré impressionnant de maîtrise lors des 20 dernières minutes de la rencontre. Le début de saison est idyllique mais reste à confirmer lors de la double réception de Colomiers et Pau des deux journées suivantes, équipes qui semblent alors largement à la portée de Grenoble.
Pour honorer sa belle entame de championnat, le FCG se doit donc de ne pas fléchir à domicile lors de la réception d'un ex-pensionnaire historique de l'élite, le Colomiers rugby. Les visiteurs rentrent mieux dans leur match grâce à un jeu d'occupation court mais précis. Grenoble reste fidèle à son état d'esprit retrouvé, mais pêche principalement par excès d'envie et la finition n'est pas au rendez-vous. La mêlée columérine prend le dessus sur l'attelage grenoblois et les haut-garonnais ne sont pas détachés à la pause, alors qu'ils finissent la 1re période en infériorité numérique à la suite de l'expulsion temporaire de leur 3e ligne Mémain. Dans le secret du vestiaire, Fabrice Landreau parvient à remobiliser ses troupes, et le résultat est que les joueurs se démultiplient dès la reprise. Ils parviennent enfin à briser la muraille à la 50e minute par l'intermédiaire de Jonathan Best, et le score prend un peu d'ampleur (22 - 6). La maitrise du jeu passe alors aux mains de locaux, mais seulement de façon temporaire. La fin de match voit les visiteurs inscrire deux pénalités à 3 minutes d'intervalle. Il s'en faut de peu pour que les joueurs à la colombe ne repartent avec le point de bonus défensif, puisque Frédéric Couzier rate de peu une dernière tentative (difficile) à la sirène.
L'objectif est clair à l'orée de cette nouvelle journée: il faut à tout prix confirmer le bon début de saison en empochant une 4e victoire consécutive. La marche à franchir pour concrétiser ces désirs va se révéler assez haute. Grenoble entame de très mauvaise manière ce match. À 30 minutes de jeu, les visiteurs du jour mènent par 9 - 0 et les rouges et bleus se mettent beaucoup de faute (notamment sur les phases statiques de conquête). Les locaux reprennent tout de même la main en fin de période via des mauls pénétrants, et parviennent enfin à marquer sur une touche par Julien Campo juste avant la sirène (7 - 9). Sur deux pénalités en seconde période par Danie de Beer, le FCG prend un peu le large mais l'ouvreur adverse André Hough est en réussite et maintient son équipe au contact. La fin de match est extrêmement crispante pour les supporters Alpins, et se conclut par la plus courte des victoires (16 - 15).
La mise en pratique des intentions n'aura jamais été aussi compliquée en ce début d'exercice. Bien que valeureuse au combat, la formation dauphinoise -concrètement peu inquiétée- n'a jamais su prendre un réel ascendant sur de rugueux palois. La pression était certainement forte, et Fabrice Landreau déclarera par exemple à l'issue de la rencontre : « [...] cette première mi-temps est de ma faute, j'ai trop mis la pression aux joueurs, je voulais trop un match référence, je les ai fait déjouer, je m'en excuse. ».

### Le FCG revenu à son "vrai niveau"?

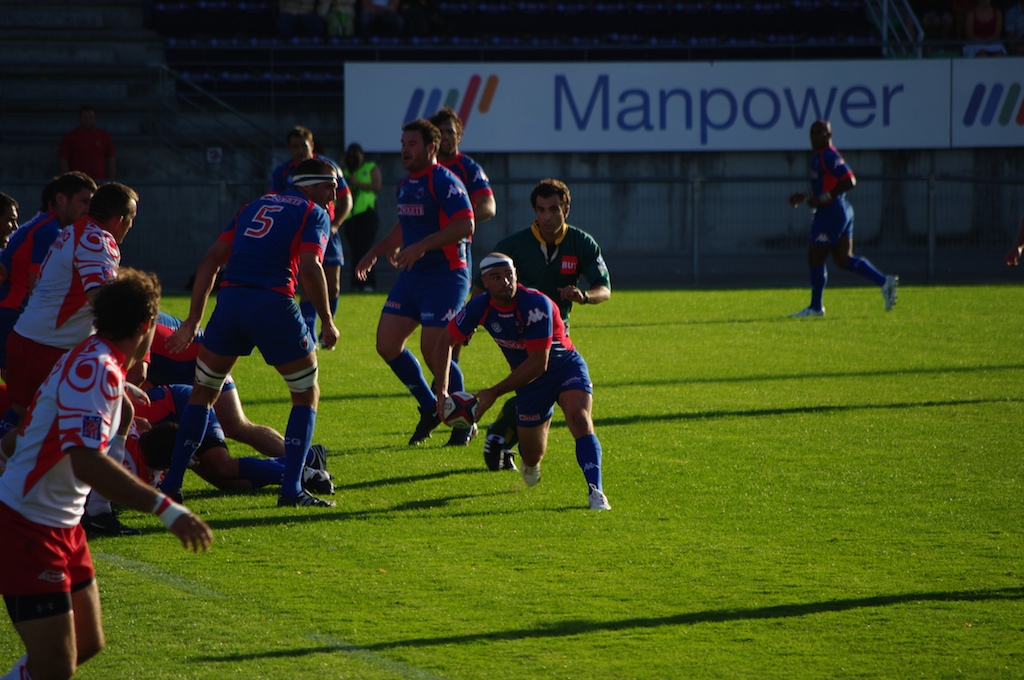
Lancement de jeu grenoblois avec Sam Cordingley à la baguette.

Fort de sa série de victoires initiales, l'effectif grenoblois se rend chez l'un des "ogres" de la division, le SU Agen. L'enthousiasme est de rigueur, et les rouge et bleu espèrent pouvoir refaire le "coup" de Mont-de-Marsan, à savoir aller chercher une victoire chez l'un des favoris. Le premier coup dur intervient dès la 3e minute avec la blessure de Danie de Beer, remplacé au pied levé par Pierre-Alexandre Dut. Les vingt premières minutes sont tout de même à l'avantage du FCG qui propose beaucoup de vitesse dans le jeu. Les phases de conquête montrent un pack chahuté en mêlée mais impérial en touche. À la pause, et à l'issue d'un acte objectivement dominé par Grenoble, le score est de parité (9 - 9).
La deuxième période va quant-à-elle débuter au plus mal en raison d'un essai transformé de Rupeni Caucaunibuca qui prend de vitesse la défense pour aller déposer le cuir entre les perches. Quatre minutes plus tard, les dauphinois sont mis en faute sur une mêlée. Romain Sola convertit la pénalité, et les lot-et-garonnais prennent le large (19 - 9). À peine deux minutes plus tard, c'est sur une tentative de drop de Dut qui rebondit sur la transversale que Pierre Aguillon inscrit un essai qui permet de resserrer le score (19 - 16). Les Grenoblois, toujours présent dans le combat, campent dans les 22 adverses sans parvenir à engranger des points (trois échecs dans les tentatives de drop). Alors que les agenais inscrivent une nouvelle pénalité dans une fin de match assez brouillonne, le FCG s'accroche à son point de bonus sans jamais arriver à marquer. Finalement, les rouge et bleus repartent d'Agen avec un point de bonus défensif, strict minimum au regard de la belle prestation qu'ils ont pu livrer. On peut constater à l'occasion de cette rencontre combien le combat et la rigueur sont les maîtres mots pour quiconque envisage de fréquenter le haut du tableau tout au long de la saison.
Pour son retour à Lesdiguières à l'occasion la 5e journée de championnat, c'est Aurillac que le FCG doit affronter. Alors qu'ils livrent une entame pleine d'entrain, les Grenoblois encaissent leurs trois premiers points sur une pénalité de Rory Teague mais revient vite au score. Par deux fois, les rouges et bleus sont près de marquer un essai mais échouent d'un rien. Ayant la mainmise sur le ballon et jouant vent dans le dos, les locaux ne parviennent pas à enfoncer le clou, devant subir le jeu d'occupation des cantalous, et rejoignent les vestiaires sur un score de étriqué (6 - 3). La deuxième mi-temps commence par un gros combat de packs, et le FCG tente de prendre le dessus en développant un jeu ample, mais échoue en raison de nombreuses imprécisions. Le match devient alors confus et Aurillac revient même à la marque sur une pénalité. Les visiteurs ferment alors totalement le jeu, se contentant de coups de pied d'occupation, mais Grenoble ne panique pas et met à la faute ses adversaires. Le break est fait (12 - 6), et il ne reste plus qu'aux rouge et bleu à gérer la fin de match.
La cinquième victoire a encore montré un FCG peu inquiété mais n'arrivant pas à concrétiser les occasions qu'il s'est créé. Ce succès reste néanmoins suffisant pour qu'il conserve la 2e place au classement. C'est finalement Pierre-Alexandre Dut qui résume le mieux le match livré par les siens: "Nous n'avons pas su concrétiser noter domination. Nous avons eu des occasions franches, nous avons mis cette belle équipe d'Aurillac à mal. Malheureusement, nous n'avons pas su tuer le match. Il reste du travail, c'est indéniable. On ressort forcément frustré de ce match, parce que nous n'avons pas été capables de les basculer, malgré de nombreuses occasions."
La 6e journée offre à Grenoble l'occasion de s'étalonner à l'extérieur face à une des équipes en forme du début de saison, le RC Narbonne. Si des inquiétudes avaient pu naître à l'issue de la prestation mitigée du match d'Aurillac, elles ne seront pas enterrées après ce que l'on peut considérer comme une véritable "claque". Le FCG passe en effet totalement à côté de son match. Dès la 8e minute, les rouge et bleu encaissent un premier essai sur un dégagement en catastrophe de Pierre Aguillon qui atterrit dans les bras du numéro 8 adverse Tawaqa. Ce dernier n'a plus qu'à aplatir et l'on en est déjà à 10 - 0 pour les languedociens. Rien ne va côté dauphinois: touche en berne, en-avants à répétition, soutien inexistant, etc. À la 27e, c'est sur un défaut de placement (à la suite d'une touche, seuls des avants se trouvent dans la ligne de trois-quarts) que l'arrière septimanien Griffoul déchire le rideau défensif et n'a plus qu'à servir son ailier Vunisa qui aplatit en coin. À la mi-temps, c'est donc sur le score 0 - 15 que les Alpins rejoignent le vestiaire.
À la reprise, le FCG tente d'y croire. Sur une belle attaque contrée près de la ligne adverse, le pack isérois se fait contrer, perd la balle, et 50 m plus loin, c'est Fabien Gengenbacher qui dégage directement dans les bras de Pottas qui inscrit le 3e essai de sa formation. Malgré leur ultra-domination, les narbonnais continuent à envoyer du jeu et ne laisseront pas les rouge et bleu inscrire le moindre essai. À la 75e minute, les audois arrivent même à remonter tout le terrain pour aller planter la dernière banderille par Castex, le point de bonus offensif déjà en poche. La rencontre a donc été en sens unique, et le contraste frappant entre une équipe en pleine réussite et un FCG visiblement en perte de vitesse. Bien que l'occupation territoriale a été majoritairement grenobloise, la pression narbonnaise a été telle que les visiteurs du jour n'ont jamais réussi à développer du jeu et ont même été complètement absents dans tous les secteurs.
Après leur prestation mitigée à domicile face à Aurillac et la sévère déconvenue enregistrée dans le Languedoc, les Grenoblois espèrent enrayer un début de spirale négative lors du déplacement à Tarbes. Il n'en sera rien car bien que le score à la pause leur soit légèrement favorable (11 - 9), les rouges et bleus commettent beaucoup trop de faute pour pouvoir prétendre à la victoire. Ils encaissent notamment 7 pénalités de la part de l'ouvreur suppléant tarbais Khrist Kopetzky, et doivent à nouveau s'incliner en ayant marqué un essai de plus que leurs adversaires du jour. Malgré des intentions offensives toujours affichées, c'est donc un problème d'indiscipline récurrent qui vient à nouveau plomber les espoirs des Alpins. Ils repartent, pour la deuxième fois consécutive, sans avoir engrangé le moindre point au classement. À l'issue de la rencontre, Fabrice Landreau ne cache pas sa déception et déclare: "On croyait pouvoir faire la course avec les meilleurs, aujourd’hui on est à notre place.". Cette prise de position marque le premier contraste fort entre les ambitions affichées en début d'exercice et la réalité du championnat. Il est vrai que Grenoble a encaissé 60 points lors de ses deux dernières rencontres en date, alors qu'il détenait jusqu'alors la meilleure défense de Pro D2.
Il faut noter, en marge de cette rencontre, que le capitaine Sam Cordingley a dû s'absenter dans la semaine qui l'a précédée, et ce pour une vingtaine de jours. Le FCG devra donc se priver de son leadership pour la réception de La Rochelle et le déplacement à Auch. En outre, le staff décide dans les jours qui suivent de signer le samoan James Lakepa pour pallier le manque de joueurs valides en première ligne (Richard Choirat, Romain David et Grégory Fabro étant indisponibles depuis le début de la saison). Mis l'essai pendant un peu plus de 2 semaines, il n'est que le 5e pilier valide de l'effectif et apparaîtra sur la feuille de match lors de la réception de La Rochelle.

### Stabilisation à la5eplace
Dès la seconde défaite de rang subie à Tarbes, la réception de La Rochelle est placée sous le signe du rachat, aussi bien en termes de jeu que du point de vue purement comptable (aucun point pris lors des deux dernières journées). Le FCG agresse d'entrée l'équipe visiteuse et échoue d'un rien, aux pieds des poteaux. Les rochelais concèdent la pénalité, que Pierre-Alexandre Dut transforme (3 - 0 dès la 1re minute!). Grenoble réalise en fait l'une de ses toutes meilleures entames de match, et est encore stoppé illégalement à 5 mètres de la ligne adverse aux environs de la 30e minute de jeu, à la suite d'une percée de Pierre Rochette initiée par une belle combinaison en touche.

### Douche froide au Hameau

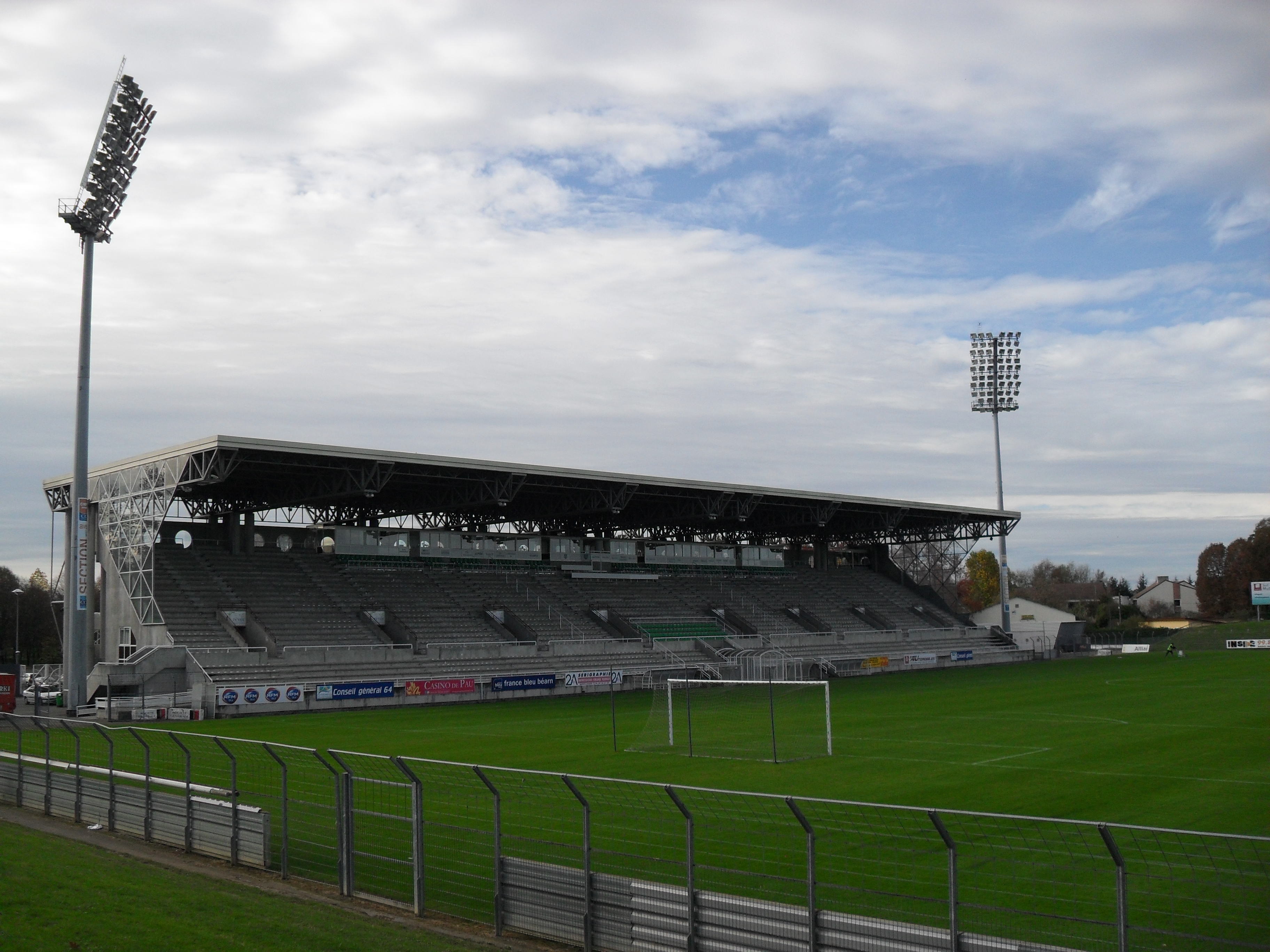
Le stade du Hameau à Pau, cimetière des ambitions grenobloises.

### L'emballage final

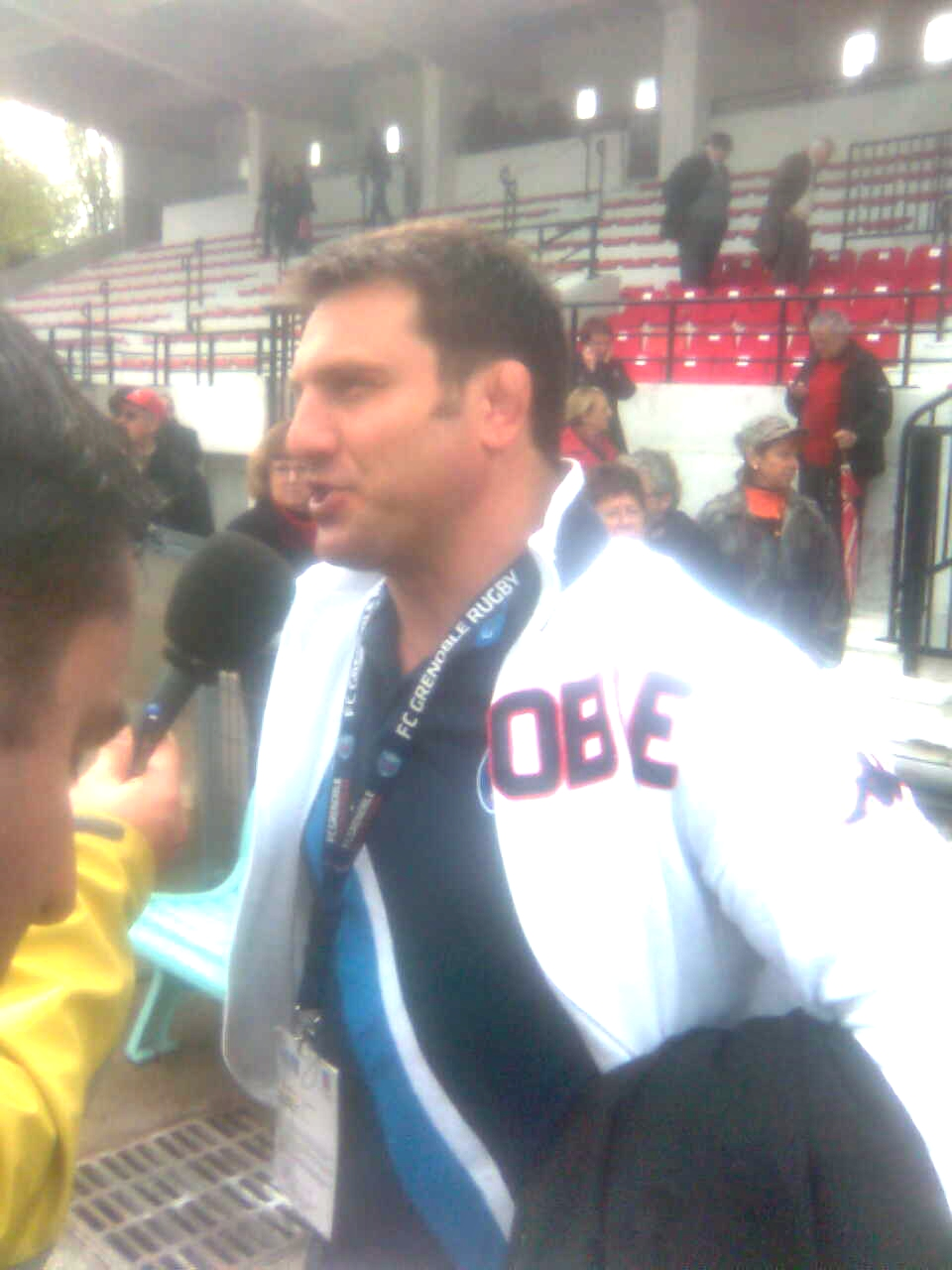
Fabrice Landreau, directeur sportif, réagit après la défaite du FCG à Oyonnax.

Avant la rencontre, la situation est assez claire dans le haut du championnat. Il semble que la première place de Pro D2 doive se jouer en le SU Agen et l'US Oyonnax. La seconde place de demi-finaliste à domicile semble dévolue au Stade rochelais ou au Lyon OU. La 5e et dernière place qualificative pour les playoff doit ainsi être disputée par 3 équipes qui se tiennent en 5 points et qui ne se rencontreront plus: le RC Narbonne (qui alterne le bon et le moins bon depuis le début de l'année 2010, après avoir effectué une entame de saison canon), la Section paloise (qui n'a concédé que 2 défaites en 12 matchs pendant la même période, et dispose d'un calendrier de fin de championnat plus "simple" que celui de ses concurrents) et le FC Grenoble. La victoire face à Auch est donc obligatoire.
Après un quart d'heure de domination stérile, le match tourne en faveur des locaux en l'espace de 10 minutes: le deuxième ligne auscitain Tapasu reçoit un carton jaune (15e) et Danie de Beer enquille 3 pénalités (18e, 20e et 24e, 9-0 pour le FCG). La pluie ne facilite pas la concrétisation des intentions offensives des rouges et bleus, mais ne les empêche pas de prendre l'ascendent en fermée. À la 28e minute, la mêlée de Auch est enfoncée par le pack alpin. S'ensuivent des échauffourées qui conduisent à l'expulsion temporaire du pilier rouge et blanc Menkarska. Encore une fois, la supériorité numérique ne permet pas à Grenoble d'inscrire le premier essai de la rencontre mais de Beer ajoute tout de même une pénalité à la 38e.
Il faut attendre la seconde période et la 65e minute pour voir les locaux inscrire le seul et unique essai du match -après s'en être vu refuser deux (1 par mi-temps)- par Roland Bernard (son 4e cette saison). Le match semble alors s'emballer et l'on sent les grenoblois capables d'aller chercher le point de bonus offensif, si précieux dans l'optique de la course aux demi-finales. Malheureusement, des imprécisions les empêcherons de conclure et la partie se soldera par une nette victoire sur le score de 19 à 0.
Face au promu aixois, quasiment condamné à la relégation en fin de saison, les grenoblois se devaient d'empocher un point de bonus offensif pour continuer de croire en une qualification pour les demi-finales. Dès l'entame, on sent que les locaux n'ont que cet objectif en tête car ils ne tentent que la première pénalité accordée par l'arbitre (tentative ratée des 50 mètres par de Beer) puis ne jouent par la suite que des pénal'touches. Mais les provençaux ne se sont pas présentés à Lesdiguières en victimes expiatoires et parviennent à contrer les offensives rouges et bleues pendant 20 bonnes minutes. Victimes de leur indiscipline, ils seront réduits à 14 à la suite d'un carton jaune infligé à leur pilier Naulleau. C'est lors de cette infériorité numérique que leur défense va rompre. L'ailier Human franchira à deux reprises la ligne adverse sur une percée plein centre de Lison (22e) et une remise intérieure astucieuse de de Beer (27e). À ce moment-là, le public pense que son équipe a trouvé la bonne carburation et va enchaîner sur ce rythme. C'était sans compter sur un léger passage à vide des alpins, bien exploité par les visiteurs qui inscrivent un essai en bout de ligne par le talonneur Bethery à l'issue d'un renversement d'attaque de leur ouvreur Lescalmel (34e). À la pause, le FCG dispose d'une avance substantielle au tableau de marque (14 - 5) mais doit encore songer à inscrire deux nouveaux essais, synonymes de bonus.
La reprise n'est pas aisée pour les grenoblois et les débats s'équilibrent pendant un gros quart d'heure. À l'image de ce qui s'est passé lors de la première période, il faudra attendre l'expulsion du numéro 8 du PARC Testou pour que deux réalisations de Laurent (63e) et Ollivier (68e) scellent le sort de la partie et ajoutent 5 points au classement du club. La partie se terminera sur des séquences brouillonnes pendant lesquelles les rouges et bleus contiennent leurs adversaires du jour. À l'issue de la rencontre, Fabrice Landreau rend hommage en ces termes à ses joueurs, et plus particulièrement à Gwendal Ollivier, auteur de l'essai du bonus et qui ne sera plus grenoblois la saison suivante: "On est tous content, on prend 5 points et Gwendal a marqué un essai. Tous les joueurs attendaient ça depuis longtemps. Il reste encore des matchs importants à domicile. On ne va rien lâcher et essayer de faire quelque chose la semaine prochaine à Lyon. Il faut qu'on finisse sur une belle note pour tous les joueurs qui vont nous quitter l'année prochaine. Ils ont su garder l'objectif, la victoire. On a réussi à garder ce point de bonus, mais que ce fut dur. On a manqué de maîtrise en fin de match. Je retiens la belle fête que l'on va pouvoir passer avec Gwendal, c'est sa fête à lui. Celle d'un homme qui a passé toute sa carrière au FCG.". Le lendemain voit Narbonne se faire étriller sur sa pelouse par le LOU et la Pau vaincre sans bonus Lannemezan dans les Pyrénées. La section, située à 6 points au classement en 6e sera désormais l'unique adversaire du Football club de Grenoble rugby dans la course aux phases finales.
Lors de la 27e journée, Grenoble effectue son déplacement le plus court pour aller affronter le voisin lyonnais, 4e du championnat et encore en course pour jouer sa demi-finale d'accession à domicile. Par un temps superbe et sous un vent relativement puissant, les dix premières minutes du match voient le FCG légèrement dominer les débats. Mais la partie va prendre une mauvaise tournure pour les alpins lorsque les rhodaniens intercepte une passe dans le dos de Dut et inscrivent un essai en coin par le trois-quarts centre Wakanivuga après un contre mené sur 80 mètres et un 3 contre 1 bien négocié (14e). Beaucoup sanctionné en mêlée fermée, les rouge et bleus le sont aussi dans le jeu. Le LOU inscrit ainsi deux pénalités contre une à leurs adversaires. Pressée, la défense grenobloise cède une seconde fois à la 38e sur un mouvement superbe initié par l'ailier Romanet et conclue tout en puissance au pied des perches par Wakanivuga qui s'offre un doublé. Avec une pénalité sur la sirène, les joueurs se rendent aux vestiaires sur le score de 18 à 6 pour les locaux. Grenoble n'a pas su profiter du vent en sa faveur et a besoin de se ressaisir s'il souhaite ramener le moindre point de cette sortie.
L'entame de seconde mi-temps est à nouveau légèrement favorable au FCG. Il revient à la marque sur une pénalité sur un maul écroulé (18-9 à la 48e). À la 63e minute, Cordingley joue rapidement une pénalité dans les 22 mètres lyonnais en envoyant le ballon dans l'en-but par un coup de pied par-dessus une défense adverse prise par surprise. Human aplatit en coin pour le premier essai grenoblois (son 10e cette saison) qui semble relancer ses coéquipiers dans la course au point de bonus. La fin de partie sera frustrante pour les alpins qui encaissent deux nouvelles pénalités de l'arrière Loursac, auteur d'un très bon match, et sont menés 27-14 à dix minutes du terme des débats. Insistant dans le camp adverse, Grenoble envoie Bianchin, soutenu par tout son pack, à dame sur la sirène. La transformation en coin sera ratée par de Beer, et le déplacement se soldera par une défaite à zéro point. Pleins de regrets, le XV grenoblois aura peut-être compromis ses chances de qualification en ne sachant pas faire fructifier ses temps forts et se montrant coupable sur nombre de séquences défensives. En parallèle, la Section paloise est allée vaincre Colomiers en Haute-Garonne, et se replace à seulement 2 points de la 5e place du championnat. Une surprise de taille est également venue bouleverser le classement en la personne d'Aurillac qui est allé vaincre La Rochelle à Marcel Deflandre et talonne désormais les béarnais qui ne les devancent plus que d'un petit point.

### Confrontation à distance

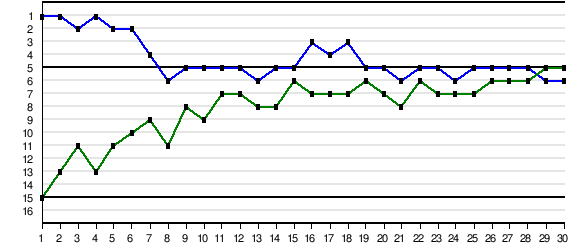
Représentation graphique de l'évolution au classement du FC Grenoble au cours de la saison 2009-2010 de Pro D2 (en bleu). À titre indicatif est montré le parcours de la Section paloise, dernier qualifié pour les demi-finales, qui termine le championnat à égalité de points avec le FC Grenoble (en vert).

## Statistiques

### Classement
À l'issue de la saison régulière, le SU Agen est sacré champion de France de Pro D2. Les phases finales, desquelles est écarté le FC Grenoble en raison d'un déficit de points terrains dans les confrontations avec la Section paloise, voient le Stade rochelais décrocher le deuxième billet qualificatif pour une accession en Top 14 (victoire 32-26 sur le Lyon OU en finale).
| Class. | Equipe                | J  | G  | N | P  | PB | PP  | PC  | Diff. | Pts |
| ------ | --------------------- | -- | -- | - | -- | -- | --- | --- | ----- | --- |
| 1      | SU Agen               | 30 | 21 | 2 | 7  | 17 | 724 | 378 | +346  | 105 |
| 2      | Lyon OU               | 30 | 18 | 6 | 6  | 10 | 644 | 431 | +213  | 94  |
| 3      | Stade rochelais       | 30 | 19 | 2 | 9  | 14 | 607 | 396 | +211  | 94  |
| 4      | US Oyonnax            | 30 | 20 | 0 | 10 | 9  | 579 | 452 | +127  | 89  |
| 5      | Section paloise       | 30 | 16 | 5 | 9  | 10 | 545 | 425 | +120  | 84  |
| 6      | FC Grenoble           | 30 | 16 | 5 | 9  | 10 | 547 | 438 | +109  | 84  |
| 7      | Stade aurillacois     | 30 | 17 | 0 | 13 | 8  | 575 | 518 | +57   | 76  |
| 8      | RC Narbonne           | 30 | 16 | 0 | 14 | 9  | 581 | 585 | -4    | 73  |
| 9      | Union Bordeaux-Bègles | 30 | 15 | 1 | 14 | 10 | 507 | 501 | +6    | 72  |
| 10     | Tarbes PR             | 30 | 14 | 0 | 16 | 14 | 576 | 574 | +2    | 70  |
| 11     | US Dax (R)            | 30 | 13 | 2 | 15 | 8  | 442 | 494 | -52   | 64  |
| 12     | Stade montois (R)     | 30 | 14 | 2 | 14 | 9  | 528 | 554 | -26   | 64  |
| 13     | FC Auch               | 30 | 9  | 1 | 20 | 14 | 472 | 535 | -63   | 52  |
| 14     | Colomiers rugby       | 30 | 7  | 4 | 19 | 9  | 438 | 623 | -185  | 45  |
| 15     | Pays d'Aix RC (P)     | 30 | 6  | 2 | 22 | 7  | 426 | 737 | -311  | 35  |
| 16     | CA Lannemezan (P)     | 30 | 3  | 0 | 27 | 7  | 347 | 887 | -550  | 19  |

|  | Demi-finales            | Demi-finales        |             |    | Finale                         | Finale                         |
|  | Demi-finales            | Demi-finales        |             |    | Finale                         | Finale                         |
|  |                         |                     |             |    |                                |                                |
|  | le 16 mai à Lyon        | le 16 mai à Lyon    |             |    | le 23 mai à Brive-la-Gaillarde | le 23 mai à Brive-la-Gaillarde |
|  | le 16 mai à Lyon        | le 16 mai à Lyon    |             |    | le 23 mai à Brive-la-Gaillarde | le 23 mai à Brive-la-Gaillarde |
|  | [2] Lyon OU             | 29                  |             |    | le 23 mai à Brive-la-Gaillarde | le 23 mai à Brive-la-Gaillarde |
|  | [2] Lyon OU             | 29                  |             |    | le 23 mai à Brive-la-Gaillarde | le 23 mai à Brive-la-Gaillarde |
|  | [5] Section paloise     | 13                  |             |    | le 23 mai à Brive-la-Gaillarde | le 23 mai à Brive-la-Gaillarde |
|  | [5] Section paloise     | 13                  | [2] Lyon OU | 26 |                                |                                |
|  | le 15 mai à La Rochelle |                     | [2] Lyon OU | 26 |                                |                                |
|  |                         | [3] Stade rochelais | 32          |    |                                |                                |
|  | [3] Stade rochelais     | [3] Stade rochelais | 32          | 6  |                                |                                |
|  | [3] Stade rochelais     |                     |             | 6  |                                |                                |
|  | [4] US Oyonnax          | 3                   |             |    |                                |                                |
|  | [4] US Oyonnax          | 3                   |             |    |                                |                                |

### Marqueurs d'essais
| Nombre d'essais | Joueur(s)                                                                    |
| --------------- | ---------------------------------------------------------------------------- |
| 12              | Human                                                                        |
| 6               | Bianchin                                                                     |
| 5               | Bernard                                                                      |
| 3               | Lison                                                                        |
| 2               | Aguillon, de Beer, Daunivucu, L. Dupont, Farley, Gengenbacher, Helu          |
| 1               | Best, Campo, Chaplain, Choirat, Cordingley, Dut, Laurent, Ollivier, Pélissié |

Avec 12 essais, Wylie Human finit 2e meilleur marqueur d'essais du championnat derrière Rupeni Caucaunibuca (SU Agen, 13 essais) et à égalité avec Sionasa Vunisa (RC Narbonne).

### Réalisateurs
| Nombre de points | Joueur       | J       | E | T  | P  | D |
| ---------------- | ------------ | ------- | - | -- | -- | - |
| 173              | de Beer      | 21 (18) | 2 | 23 | 39 | 0 |
| 75               | Vidal        | 19 (7)  | 0 | 6  | 19 | 2 |
| 66               | Dut          | 14 (7)  | 1 | 5  | 13 | 4 |
| 13               | Gengenbacher | 27 (26) | 2 | 0  | 0  | 1 |

Meilleur réalisateur grenoblois de la saison, Danie de Beer se classe au 10e rang de la Pro D2, finissant l'exercice à 94 unités de Pierre-Yves Montagnat (Lyon OU).

### Bilans individuels
Le tableau ci-dessous présente pour chaque joueur le nombre de matchs qu'ils a joué (J, avec entre parenthèses le nombre de titularisations), d'essais qu'il a inscrit (E), de transformations, pénalités et drops réussis (T, P, D) ainsi que les différents cartons qu'il a reçus au cours de la saison de Pro D2.
| Joueur               | Poste            | J       | E  | T  | P  | D |   |   |
| Pierre Aguillon      | 3/4 centre       | 28 (25) | 2  | 0  | 0  | 0 | 3 | 0 |
| Danie de Beer        | Demi d'ouverture | 21 (18) | 2  | 23 | 39 | 0 | 0 | 0 |
| Roland Bernard       | 3e ligne         | 21 (17) | 5  | 0  | 0  | 0 | 1 | 0 |
| Jonathan Best        | 3e ligne         | 28 (23) | 1  | 0  | 0  | 0 | 0 | 0 |
| Thomas Bianchin      | Talonneur        | 21 (14) | 6  | 0  | 0  | 0 | 0 | 0 |
| Julien Campo         | Talonneur        | 27 (13) | 1  | 0  | 0  | 0 | 0 | 0 |
| Olivier Chaplain     | 3e ligne         | 25 (22) | 1  | 0  | 0  | 0 | 0 | 0 |
| Richard Choirat      | Pilier           | 9 (3)   | 1  | 0  | 0  | 0 | 0 | 0 |
| Sam Cordingley       | Demi de mêlée    | 20 (18) | 1  | 0  | 0  | 0 | 0 | 0 |
| Jone Daunivucu       | Ailier           | 25 (22) | 2  | 0  | 0  | 0 | 1 | 0 |
| Romain David         | Pilier           | 11 (1)  | 0  | 0  | 0  | 0 | 1 | 0 |
| Claude Dry           | 2e / 3e ligne    | 25 (21) | 0  | 0  | 0  | 0 | 0 | 0 |
| Hugo Dupont          | Arrière          | 4 (3)   | 0  | 0  | 0  | 0 | 0 | 0 |
| Lucas Dupont         | Ailier           | 19 (14) | 2  | 0  | 0  | 0 | 1 | 0 |
| Pierre-Alexandre Dut | Demi d'ouverture | 14 (7)  | 1  | 5  | 13 | 4 | 0 | 0 |
| Grégory Fabro        | Pilier           | 1 (0)   | 0  | 0  | 0  | 0 | 0 | 0 |
| / Andrew Farley      | 2e ligne         | 26 (25) | 2  | 0  | 0  | 0 | 0 | 0 |
| Fabien Gengenbacher  | Arrière          | 27 (26) | 2  | 0  | 0  | 1 | 0 | 0 |
| William Helu         | 3/4 centre       | 20 (15) | 2  | 0  | 0  | 0 | 1 | 0 |
| Wylie Human          | Ailier           | 23 (23) | 12 | 0  | 0  | 0 | 0 | 0 |
| Clément Imbert       | Ailier           | 0 (0)   | 0  | 0  | 0  | 0 | 0 | 0 |
| James Lakepa         | Pilier           | 20 (16) | 0  | 0  | 0  | 0 | 0 | 0 |

| Joueur                | Poste            | J       | E | T | P  | D |   |   |
| Pierre Laurent        | 3e ligne         | 25 (10) | 1 | 0 | 0  | 0 | 1 | 0 |
| Denis Lison           | 3/4 centre       | 20 (18) | 3 | 0 | 0  | 0 | 0 | 0 |
| Benoît Lotito         | 3/4 centre       | 2 (2)   | 0 | 0 | 0  | 0 | 0 | 0 |
| Guillaume Meynard     | Talonneur        | 12 (3)  | 0 | 0 | 0  | 0 | 0 | 0 |
| / Kenan Mutapcic      | Pilier           | 27 (20) | 0 | 0 | 0  | 0 | 0 | 0 |
| Andy Newman           | 2e ligne         | 10 (7)  | 0 | 0 | 0  | 0 | 0 | 0 |
| Flavien Nouhaillaguet | 3e ligne         | 0 (0)   | 0 | 0 | 0  | 0 | 0 | 0 |
| Marvin O'Connor       | 3/4 centre       | 3 (0)   | 0 | 0 | 0  | 0 | 0 | 0 |
| Gwendal Ollivier      | 3e ligne         | 10 (5)  | 1 | 0 | 0  | 0 | 0 | 0 |
| Jonathan Pélissié     | Demi de mêlée    | 23 (2)  | 1 | 0 | 0  | 0 | 1 | 0 |
| Benjamin Perrier      | Pilier           | 8 (0)   | 0 | 0 | 0  | 0 | 0 | 0 |
| Jonathan Quinnez      | Arrière          | 0 (0)   | 0 | 0 | 0  | 0 | 0 | 0 |
| Otto Rasch            | Pilier           | 18 (9)  | 0 | 0 | 0  | 0 | 0 | 0 |
| Baptiste Rey-Gorrez   | 3e ligne         | 4 (1)   | 0 | 0 | 0  | 0 | 0 | 0 |
| Pierre Rochette       | Demi de mêlée    | 14 (10) | 0 | 0 | 0  | 0 | 0 | 0 |
| Régis Sigoire         | 2e ligne         | 22 (13) | 0 | 0 | 0  | 0 | 1 | 1 |
| Troy Takiari          | Pilier           | 15 (11) | 0 | 0 | 0  | 0 | 0 | 0 |
| Kietaka Talasinga     | 3e ligne         | 6 (2)   | 0 | 0 | 0  | 0 | 0 | 0 |
| Benjamin Terchi       | Ailier           | 0 (0)   | 0 | 0 | 0  | 0 | 0 | 0 |
| Cyril Veyret          | 2e ligne         | 7 (4)   | 0 | 0 | 0  | 0 | 0 | 0 |
| Damien Vidal          | Demi d'ouverture | 19 (7)  | 0 | 6 | 19 | 2 | 0 | 0 |

| Équipe-type de la saison        |                           |                             |                             |                             |                            |
| 1. Kenan Mutapcic (20/30)       | 1. Kenan Mutapcic (20/30) | 2. Thomas Bianchin (14/30)  | 2. Thomas Bianchin (14/30)  | 3. James Lakepa (16/30)     | 3. James Lakepa (16/30)    |
| 4. Claude Dry (21/30)           | 4. Claude Dry (21/30)     | 4. Claude Dry (21/30)       | 5. Andrew Farley (25/30)    | 5. Andrew Farley (25/30)    | 5. Andrew Farley (25/30)   |
| 6. Roland Bernard (17/30)       | 6. Roland Bernard (17/30) | 8. Olivier Chaplain (22/30) | 8. Olivier Chaplain (22/30) | 7. Jonathan Best (23/30)    | 7. Jonathan Best (23/30)   |
| 9. Sam Cordingley (18/30)       | 9. Sam Cordingley (18/30) | 9. Sam Cordingley (18/30)   | 10. Danie de Beer (18/30)   | 10. Danie de Beer (18/30)   | 10. Danie de Beer (18/30)  |
| 11. Wylie Human (23/30)         | 12. Denis Lison (18/30)   | 12. Denis Lison (18/30)     | 13. Pierre Aguillon (25/30) | 13. Pierre Aguillon (25/30) | 14. Jone Daunivucu (22/30) |
| 15. Fabien Gengenbacher (26/30) |                           |                             |                             |                             |                            |

Rmq. - L'équipe type est basée sur le nombre de titularisations en Pro D2.

## Joueurs en sélection nationale
Le jeune ailier Lucas Dupont a été sélectionné à deux reprises en équipe de France des moins de 20 ans, dans le cadre du Tournoi des VI nations. Il a participé, en tant que titulaire, aux réceptions de l'Italie (victoire 25-6 au Stade des Alpes de Grenoble) et de l'Angleterre (défaite 33-47 au Stade du Pré-Hembert de Saint-Nazaire), et a inscrit un essai à chaque fois. Son grand frère Hugo fut lui convié par la sélection française de rugby à VII. Le FC Grenoble a également été représenté en équipe de France Universitaire, par l'intermédiaire de Thomas Bianchin, Lucas Dupont, Pierre-Alexandre Dut et Cyril Veyret, et moins de 19 ans par Marvin O'Connor.

## Équipes de jeunes
Section mise à jour le 9 mai 2010.

### Espoirs (-23 ans)
À l'issue de la phase régulière, les 4 premières équipes au classement se qualifient pour les demi-finales d'accession en Poule "Élite".
| Class. | Equipe              | J  | G  | N | P  | Diff. | Pts |
| ------ | ------------------- | -- | -- | - | -- | ----- | --- |
| 1      | CS Bourgoin-Jallieu | 18 | 16 | 1 | 1  | +202  | 63  |
| 2      | FC Grenoble         | 18 | 12 | 0 | 6  | +135  | 59  |
| 3      | US Dax              | 18 | 9  | 1 | 6  | -80   | 40  |
| 4      | Lyon OU             | 18 | 7  | 3 | 7  | +12   | 39  |
| 5      | Stade rochelais     | 18 | 8  | 1 | 7  | +35   | 40  |
| 6      | Stade montois       | 18 | 6  | 2 | 8  | -3    | 35  |
| 7      | Stade français      | 18 | 7  | 3 | 7  | -1    | 38  |
| 8      | FC Auch             | 18 | 6  | 1 | 10 | -82   | 31  |
| 9      | SC Albi             | 18 | 6  | 0 | 11 | -81   | 30  |
| 10     | U Bègles-Bordeaux   | 18 | 3  | 0 | 14 | -137  | 19  |

### Juniors
À l'issue de la première phase, les 4 premières équipes de la poule sont qualifiées pour les 8e de finale du championnat de France.

#### Reichel (-21 ans)
| Class. | Équipe          | J  | G  | N | P  | Diff. | Pts |
| ------ | --------------- | -- | -- | - | -- | ----- | --- |
| 1      | USA Perpignan   | 18 | 17 | 0 | 1  | +506  | 52  |
| 2      | RC Toulon       | 18 | 15 | 1 | 2  | +379  | 49  |
| 3      | Montpellier HRC | 18 | 14 | 0 | 4  | +341  | 46  |
| 4      | FC Grenoble     | 18 | 11 | 2 | 5  | +290  | 42  |
| 5      | RC Narbonne     | 18 | 9  | 0 | 9  | +129  | 36  |
| 6      | Pays d'Aix RC   | 18 | 9  | 0 | 9  | +24   | 36  |
| 7      | AS Béziers      | 18 | 5  | 1 | 12 | -120  | 29  |
| 8      | RC Nîmes        | 18 | 5  | 0 | 13 | -127  | 27  |
| 9      | RC Nice         | 18 | 2  | 0 | 16 | -610  | 22  |
| 10     | Drôme-Ardèche   | 18 | 1  | 0 | 17 | -812  | 17  |

Le reichels terminent leur saison au stade des demi-finales du championnat de France, après avoir subi la loi des jeunes de l'USAP (défaite 3 - 35).

#### Crabos (-19 ans)
| Class. | Équipe          | J  | G  | N | P  | Diff. | Pts |
| ------ | --------------- | -- | -- | - | -- | ----- | --- |
| 1      | Montpellier HRC | 18 | 13 | 3 | 2  | +302  | 47  |
| 2      | RC Toulon       | 18 | 14 | 0 | 4  | +81   | 46  |
| 3      | USA Perpignan   | 18 | 13 | 1 | 4  | +203  | 45  |
| 4      | AS Béziers      | 18 | 13 | 1 | 4  | +175  | 45  |
| 5      | FC Grenoble     | 18 | 12 | 0 | 6  | +128  | 42  |
| 6      | RC Narbonne     | 18 | 8  | 2 | 8  | +92   | 36  |
| 7      | Drôme-Ardèche   | 18 | 6  | 0 | 12 | -138  | 29  |
| 8      | Pays d'Aix RC   | 18 | 3  | 1 | 14 | -239  | 25  |
| 9      | RC Nice         | 18 | 2  | 2 | 14 | -256  | 24  |
| 10     | RC Nîmes        | 18 | 1  | 0 | 17 | -348  | 19  |

Les Crabos ne sont pas qualifiés pas pour les phases finales du championnat de France 2009-2010.

### Cadets

#### Alamercery (-17 ans)
Les cadets -17 ans sont éliminés de la course au titre national au stade des quarts de finale par leurs homologues du Montpellier HRC. Ils ne s'inclinent qu'aux tirs au but (3 réussites contre 4).

#### -16 ans
De leur côté, les cadets -16 ans ont décroché le titre de champion des Alpes en battant l'US Montmélian en finale (17-12). Accédant aux 8e de finale du challenge sud-est, ils sont sortis de la compétition sur une courte défaite 12-13 face au RC Morez - Haut-Jura rugby.